# Saint-Laurent-de-la-Côte
Saint-Laurent-de-la-Côte est une ancienne commune française située en Tarentaise dans le département de la Savoie. Elle est rattachée à Saint-Martin-de-Belleville le 7 janvier 1971.

## Géographie
Saint-Laurent-de-la-Côte est un village appartenant à la commune l'ancienne commune de Saint-Martin-de-Belleville, située dans la vallée des Belleville, dans le département de la Savoie.
Son territoire se trouve sur versant droit du Doron de Belleville, « entre les talwegs au nord de le Côte-Derrière et au sud de Planvillard ». 

## Toponymie
Le nom de la commune est constitué du saint patron de la paroisse, le martyr Laurent, et de Côte (costa), désignant un terrain en pente. En effet, les villages sont installés sur d'étroits replat dans une forme pentre d'où le syntagme Côte, voire Costaz au cours du XVIIe siècle (Saint-Laurent-de-la-Costaz).
Une autre version donne une origine en référence au « reliquaire en argent en forme de côte, qui contient une côte du saint martyr ». Les auteurs de Histoire des communes savoyardes (1982) indiquent cependant que lors d'une visite épiscopale de 1653, l'église est placée sous le vocable de Saint-Laurent et le site a pour nom Côte (loci Costae), ce qui viendrait infirmer cette seconde hypothèse.
Au cours de la période révolutionnaire, elle porte le nom de Des Ravins.

## Histoire
L'occupation humaine des replats du territoire communal semble remonter au deuxième Âge du fer.
Le village relève du pouvoir du comte de Savoie, et non de l'archevêque de Tarentaise.
La paroisse de Saint-Laurent de la Côte aurait été créé entre 1258 et 1322.
La seigneurie relève, au cours du XVIIe siècle, de la famille de Frenay ou du Fresney, originaire du Faucigny. Elle est vendue durant le même siècle à Jean Chapel des Eschines, originaire de Bourg-Saint-Maurice. En 1696, la seigneurie est érigée en comté en faveur du fils de Jean Chapel des Eschines.
Saint-Laurent-de-la-Côte (Sancti Laurenti dalla Costa en 1779) était une commune avec des accès routiers très difficiles depuis Moûtiers. Les habitants vivaient en autarcie et n’allaient que très rarement à Moûtiers car il fallait 2 heures de marche pour descendre et un peu plus pour remonter. Cette commune a cependant eu l’électricité assez tôt, grâce à Antoine Borrel, homme politique local qui a su convaincre les habitants d’accepter ce progrès, car évidemment une majorité de la population y était opposée[réf. nécessaire].
Elle a été rattachée par l'arrêté préfectoral du 7 janvier 1971 (Journal officiel du 18 février 1971 à la commune de Saint-Martin-de-Belleville,.

## Démographie
Les habitants de la commune sont appelés  les Coutarais.
L'évolution du nombre d'habitants est connue à travers les recensements de la population effectués dans la commune depuis 1561. Pour les communes de moins de 10 000 habitants, une enquête de recensement portant sur toute la population est réalisée tous les cinq ans, les populations de référence des années intermédiaires étant quant à elles estimées par interpolation ou extrapolation. Pour la commune, le premier recensement exhaustif entrant dans le cadre du nouveau dispositif a été réalisé en 2008.

En 1979, la commune comptait 73 habitants.
| 1561 | 1776 | 1793 | 1800 | 1806 | 1821 | 1836 | 1846 | 1856 |
| ---- | ---- | ---- | ---- | ---- | ---- | ---- | ---- | ---- |
| 177  | 284  | 278  | 322  | 333  | 331  | 365  | 357  | 328  |

| 1861 | 1866 | 1872 | 1876 | 1881 | 1886 | 1891 | 1896 | 1901 |
| ---- | ---- | ---- | ---- | ---- | ---- | ---- | ---- | ---- |
| 317  | 260  | 259  | 255  | 249  | 268  | 224  | 232  | 212  |

| 1906 | 1911 | 1921 | 1926 | 1931 | 1936 | 1946 | 1954 | 1962 |
| ---- | ---- | ---- | ---- | ---- | ---- | ---- | ---- | ---- |
| 190  | 186  | 177  | 181  | 191  | 167  | 150  | 116  | 98   |

| 1968 | 1979 | - | - | - | - | - | - | - |
| ---- | ---- | - | - | - | - | - | - | - |
| 88   | 73   | - | - | - | - | - | - | - |